# 다카하시 료타
다카하시 료타(일본어: 高橋 良太, 1986년 12월 28일 ~ )는 일본의 전 축구 선수이다.

## 구단 경력
과거 나고야 그램퍼스 에이트, FC 가리야, 츠바이겐 가나자와에서 활동하였다.